# Granulopsammodius mongol
Granulopsammodius mongol är en skalbaggsart som beskrevs av S. Endrödi 1969. Granulopsammodius mongol ingår i släktet Granulopsammodius och familjen Aphodiidae. Inga underarter finns listade i Catalogue of Life.